# Puljska riva
Pulska riva proteže se uz jugoistočnu obalu pulskog zaljeva okružujući pulsku staru jezgru sa sjeverozapada. Poput svakog primorskog grada, u Puli riva predstavlja mjesto za šetanje i susretanje, mjesto za odmor na klupi nakon naporna dana pa makar to bio njezin mali dio dugačak samo 200 metara. Upravo se tu znaju naći umirovljenici koji se okupljaju na jutarnjoj ćakuli, kao i ribari amateri prije polaska na pešku ili pri povratku da bi svojim poznanicima ispričali jednu od ribarskih priča. Skupe se ispod grana i tako ugodno provedu nekoliko sati. 
Prethodno je na mjestu pulske rive bio manji zaljev mandrač gdje su držani čamci. Kasnijim nasipavanjem teren je podignut do današnje razine, a na tom je mjestu uređen krasan park.
Od sjeveroistoka prema jugozapadu, na pulskoj se rivi nalaze Park kralja Zvonimira, Park Franje Josipa, Lučka kapetanija, Titov park, Spomenik žrtvama fašizma, Park Jurja Dobrile ispred Katedrale, zgrada Admiraliteta, Uljanikova porta, Porta Stovagnaga. Na suprotnoj strani rive, u moru, nalaze se ACI marina i Riječki gat.